# Ivan Capelli
Ivan Capelli, född 24 maj 1963 i Milano, är en italiensk racerförare.  

## Racingkarriär

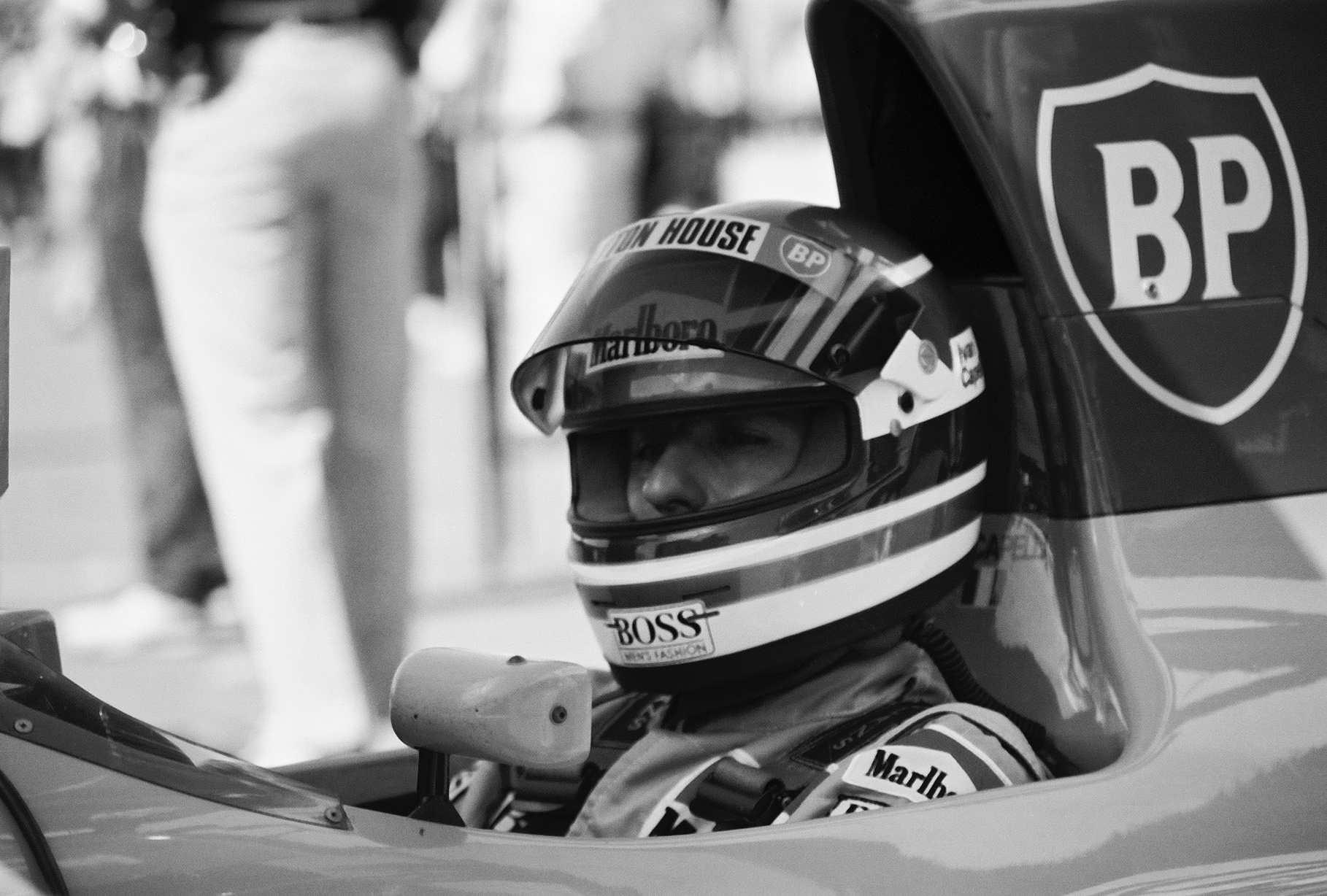
Ivan Capelli i.

Capelli vann Italienska F3-mästerskapet 1983, Europeiska F3-mästerskapet 1984 och blev formel 3000-mästare 1986. Han debuterade i formel 1 säsongen 1985 och kom under karriären som bäst sjua i formel 1-VM 1988.

## F1-karriär
| Säsong                | Stall/Tillverkare     | Placering             | Lopp | Poäng | Etta | Tvåa | Trea | Pole | Varv |
| --------------------- | --------------------- | --------------------- | ---- | ----- | ---- | ---- | ---- | ---- | ---- |
| 1985                  | Tyrrell-Renault       | 18                    | 2    | 3     |      |      |      |      |      |
| 1986                  | AGS-Motori Moderni    | -                     | 2    |       |      |      |      |      |      |
| 1987                  | March-Ford            | 22                    | 16   | 1     |      |      |      |      |      |
| 1988                  | March-Judd            | 7                     | 16   | 17    |      | 1    | 1    |      |      |
| 1989                  | March-Judd            | -                     | 16   |       |      |      |      |      |      |
| 1990                  | Leyton House-Judd     | 10                    | 16   | 6     |      | 1    |      |      |      |
| 1991                  | Leyton House-Ilmor    | 19                    | 14   | 1     |      |      |      |      |      |
| 1992                  | Ferrari               | 13                    | 14   | 3     |      |      |      |      |      |
| 1993                  | Jordan-Hart           | -                     | 2    |       |      |      |      |      |      |
| Sammanlagt 9 säsonger | Sammanlagt 9 säsonger | Sammanlagt 9 säsonger | 98   | 31    | 0    | 2    | 1    | 0    | 0    |

| 1. Portugal 1988 2. Frankrike 1990 | 1. Belgien 1988 |